# اومودلو (ساروف)
اومودلو (به لاتین: Umudlu) یک منطقه مسکونی در جمهوری آذربایجان است که در شهرستان ترتر واقع شده است.